# Abundanci (cònsol 393)
Flavi Abundanci (floruit 375 – 400) va ser un polític de l'Imperi Romà d'Orient.
D'origen escita, va entrar a l'exèrcit romà sota l'emperador Gracià (367-375) i va ascendir de rang, cap al 392. Sota l'emperador Teodosi I (378-395), esdevingué magister utriusque miliciae. L'any següent, el 393, també va ocupar el consolat, juntament amb Teodosi.
El poderós eunuc i cortesà Eutropi, que havia estat introduït per Abundanci a la cort, va causar la seva caiguda perquè anhelava les propietats d'Abundanci. L'any 396 Eutropi va convèncer al nou emperador Arcadi d'exiliar-lo Pityus al mar Negre (actual Pitsunda a Abkhazie, Geòrgia) i donar totes les seves propietats al mateix Eutropi. Quan Eutropi va morir (399), Abundanci va aconseguir ser traslladat a la més còmoda Sidó, on encara era viu l'any 400.